# Guerre entre Rus' et Byzantins (860)
Pour les articles homonymes, voir Siège de Constantinople et Guerre entre Rus' et Byzantins.
Guerres byzantino-Rus'
Batailles
- Expédition des Rus' en Paphlagonie (830)
- Guerre entre Rus' et Byzantins (860)
- Guerre entre Rus' et Byzantins (907)
- Guerre entre Rus' et Byzantins (941)
- Guerre entre Rus' et Byzantins (968-971) (Arcadiopolis (970)
- Dorystolon (971))
- Guerre entre Rus' et Byzantins (1024)
- Guerre entre Rus' et Byzantins (1043)

La guerre entre les Rus' et les Byzantins de 860 est la seule expédition militaire d'importance de la Rus' de Kiev répertoriée dans les chroniques byzantines et de l'Europe occidentale. Les sources varient sur la tournure des événements, avec notamment des divergences entre les écrits contemporains de l'expédition et les plus tardifs. D'ailleurs l'issue de cette expédition demeure incertaine. D'après les sources byzantines, les Rus' entrent dans l'empire de Constantinople par le nord et par surprise, alors que l'armée impériale est mobilisée à l'est dans ses campagnes défensives contre les Arabes. Après avoir assiégé Constantinople et pillé ses faubourgs maritimes, les Ruthénes se retirent, bien que la nature de ce retrait, de même que la nature de la victoire grecque, fassent l'objet de débats. Plus tard, cet événement donne naissance à une tradition orthodoxe, qui attribue la libération de Constantinople à une intervention miraculeuse de la Vierge Marie (en grec Théotokos).

## Contexte
Le premier contact entre les Byzantins et les Rus' remonte à 839. La coordination exceptionnelle de l'attaque maritime russe contre la Paphlagonie, dans la tradition auparavant varègue, suggère que les Rus' connaissaient les faiblesses des ports de cette région, conséquence d'échanges commerciaux antérieurs. Néanmoins, l'expédition russe de 860 surprend l'Empire : elle est aussi soudaine et inattendue « qu'un essaim de guêpes », selon les dires de Photios. À la même époque, l'empire lutte pour contenir l'avancée arabe en Anatolie. En mars 860, la garnison de la forteresse de Loulon, élément clé de la défense byzantine, se rend aux Arabes. En avril ou en mai, les deux parties s'échangent des prisonniers, et les hostilités cessent brièvement ; cependant, au début du mois de juin l'empereur Michel III abandonne Constantinople pour l'Anatolie en vue de contre-attaquer le califat abbasside.

## Déroulement du raid
Le 18 juin 860. Au coucher du soleil, une flotte d'environ 200 navires ruthenes réussit à pénétrer dans le Bosphore en trompant la vigilance des dromons de garde, et se livre au pillage des faubourgs maritimes de Constantinople (ancien slave : Tsarigrad, vieux norrois : Miklagarðr). Les assaillants mettent le feu aux maisons, noient ou poignardent les résidents. Dans l'impossibilité de trouver des unités militaires pour repousser les envahisseurs, le patriarche Photios exhorte ses fidèles à implorer la Vierge Marie (en grec Theotokos) pour sauver la cité. Après avoir dévasté les faubourgs (les portes de la capitale étant fermées), les Rus' pénètrent dans la mer de Marmara et arrivent aux îles des Princes, où l'ancien patriarche Ignace de Constantinople se trouve alors en exil. Là aussi les Rus' pillent les habitations et les monastères, et exécutent les prisonniers : ils emmènent 22 serviteurs du patriarche à bord de leurs navires qu'ils découpent à la hache en morceaux.
L'attaque prend les Byzantins par surprise, « comme un coup de tonnerre tombé du ciel », comme le déclare le patriarche Photios dans son célèbre discours écrit pour l'occasion. L'empereur Michel III est alors absent de la ville, de même que sa marine redoutée pour son utilisation du meurtrier feu grégeois : l'armée impériale (y compris les troupes stationnées en temps normal près de la capitale) étant en train de combattre les Arabes en Anatolie. La marine byzantine est alors occupée à se battre contre les Arabes et les Normands dans la mer Égée et la mer Méditerranée. En l'absence de ces garnisons, les défenses terrestres et maritimes de la ville sont diminuées. Tous ces facteurs combinés laissent les rivages et les îles de la mer Noire, du Bosphore et de la mer de Marmara, vulnérables à une attaque.
L'invasion se poursuit jusqu'au 4 août, lorsque, dans un autre de ses sermons, Photios remercie les cieux pour avoir miraculeusement soulagé la ville d'une telle menace. Les écrits de Photios fournissent la plus ancienne mention du nom « Ros » (Rhos, grec : Ρως) dans une source grecque ; auparavant les habitants des terres au nord de la mer Noire étaient, dans les sources grecques, désignés par le nom de leurs prédécesseurs iraniens, les Scythes. Le patriarche érudit rapporte qu'il n'y a pas de dirigeant unique dans les terres lointaines du Nord. Il qualifie les habitants de ces terres, encore polythéistes et adeptes du culte de Peroun : έθνος άγνωστον (le « peuple ignorant »), que certains historiens traduisent par « peuple obscur », en référence aux contacts antérieurs entre les Byzantins et les Rus'.

## Traditions postérieures

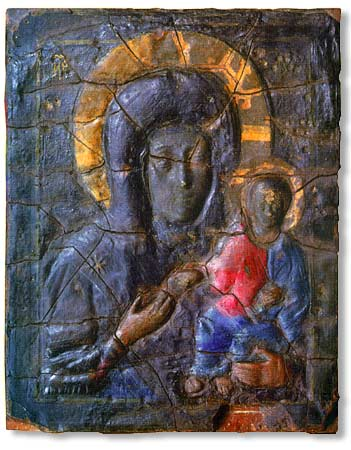
La Blachernitissa : icône devant laquelle Michel III aurait prié la Vierge Marie (en grec Théotokos) pour qu'elle sauve Constantinople de la menace russe.

Les sermons de Photios ne fournissent aucune indication quant à l'issue de l'invasion et aux motifs pour lesquels les Rus' se retirèrent. On peut supposer que la retraite eut lieu lorsque le butin eut rempli tous les bateaux. Plus tard, de nombreuses sources attribuent leur retraite au retour rapide de l'empereur vers la capitale. La légende raconte que Michel III et Photios ayant placé le voile de la Theotokos sur la mer, une terrible tempête s'éleva et dispersa les navires des envahisseurs. Des siècles plus tard, la légende évolue et affirme que l'empereur s'est précipité à l'église de Blachernes et qu'il a conduit une procession avec la robe de la Theotokos le long des murs de Théodose. Cette précieuse relique byzantine est symboliquement plongée dans la mer et immédiatement un grand vent se lève et détruit les navires des Rus'. Cette légende pieuse est rapportée par George Hamartolus, dont le manuscrit est la principale source pour Nestor pour sa Chronique des temps passés. Les auteurs de la chronique kiévienne ajoutent les noms d'Askold et Dir, car ils estiment que ces deux Varègues ont dirigé Kiev en 866. C'est à cette année qu'ils attribuent la première expédition des Rus' contre la capitale byzantine, à cause d'une chronologie inexacte.

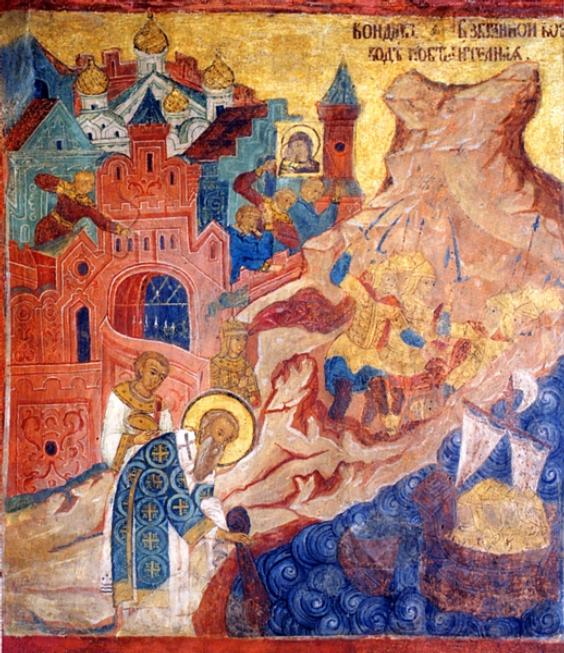
Fresque de 1644 montrant Michel III et Photios Ier de Constantinople en train de lancer le voile de la Théotokos dans la mer (église de la Déposition de la robe de la Vierge, Kremlin de Moscou).

Le récit de Nestor sur la première rencontre entre les Rus' et les Byzantins pourrait avoir contribué à la popularité de la Théotokos, en Russie, après la christianisation de la Rus' de Kiev. Le sauvetage miraculeux de Constantinople (Tzarigrad) face à des envahisseurs barbares apparaît dans les peintures d'icônes ruthenes, toutefois sans concevoir que les hordes en question seraient originaires de Kiev. En outre, lorsque la Blachernitissa est apporté à Moscou au XVIIe siècle, on raconte que c'est cette icône qui aurait sauvé Constantinople des troupes du « Khanat scythe », après que Michel III eut imploré la Théotokos devant elle. Cependant personne ne fait le lien évident avec les événements décrits par Nestor.
Au cours du IXe siècle, une légende se répand du fait que l'ancienne colonne du forum du Taureau à Constantinople, porte une inscription qui aurait prédit la conquête de Constantinople par les Rus'. Cette légende, bien connue dans la littérature byzantine, est relancée par les slavophiles du XIXe siècle, lorsque l'Empire russe livre plusieurs guerres pour prendre la ville (et les détroits) aux Ottomans.

## Critiques
Comme le démontrent, entre autres, Oleg Tvorogov et Constantin Zuckerman, les sources du IXe siècle et celles plus tardives, sont en désaccord avec les premiers récits de cette expédition. Dans son sermon d'août, Photios ne mentionne ni le retour à la capitale de Michel III, ni l'affaire du miracle du voile (dont il est censé être l'un des participants).
D'un autre côté, le pape Nicolas Ier, dans une lettre adressée à Michel III le 28 septembre 865, mentionne que les faubourgs de la capitale impériale viennent d'être dévastés récemment par des païens qui se sont retirés sans aucune résistance. La Chronique vénitienne de Jean le Diacre rapporte que des Normanorum gentes (« gens de Normandie » ou « peuple normand »), ayant dévasté les suburbanum (« faubourgs »), sont rentrés chez eux victorieux (« sic et prædicta gens triumpho cum ad propriam regressa est »).
Il apparaît que la victoire de Michel III sur les Rus' est une invention des historiens byzantins du milieu du IXe siècle ou d'une époque plus tardive, où les chroniques slaves ultérieures puisent leurs informations. Toutefois, le souvenir de ce succès est transmis oralement parmi les habitants de Kiev et peuvent avoir influencé le récit de Nestor sur la campagne de 907 mené par Oleg, qui n'est pas répertorié dans les écrits byzantins[réf. nécessaire].